# Cantón de Montsalvy
El cantón de Montsalvy era una división administrativa francesa, que estaba situada en el departamento de Cantal y la región de Auvernia.

## Composición
El cantón estaba formado por trece comunas:
- Calvinet
- Cassaniouze
- Junhac
- Labesserette
- Lacapelle-del-Fraisse
- Ladinhac
- Lafeuillade-en-Vézie
- Lapeyrugue
- Leucamp
- Montsalvy
- Sansac-Veinazès
- Sénezergues
- Vieillevie

## Supresión del cantón de Montsalvy
En aplicación del Decreto n.º 2014-149 de 13 de febrero de 2014, el cantón de Montsalvy fue suprimido el 22 de marzo de 2015 y sus 13 comunas pasaron a formar parte del nuevo cantón de Arpajon-sur-Cère.